# 41030 Mariawomack
41030 Mariawomack este o planetă minoră (asteroid), cu un diametru de 4,427 km, din centura de asteroizi. A fost descoperită pe 31 octombrie 1999 la Stația Anderson Mesa de Lowell Observatory Near-Earth-Object Search și a fost numită după Maria Womack⁠(d). 
Obiectul prezintă o orbită caracterizată de o semiaxă mare de 2,5871814951353 UAi, o excentricitate de 0,06137615949222, o înclinație de 14,566881125097 ° în raport cu ecliptica.